# Clan Russo di Nola
Il clan Russo è un sodalizio camorristico operante sul territorio della città di Nola, fondato dai fratelli Pasquale e Salvatore Russo negli anni '80.

## Storia
Il clan viene fondato e retto per lungo tempo e fino alla data del loro arresto dai due fratelli Pasquale e Salvatore, criminali spietati e con un'importante rete di alleanze da anni presenti nell'elenco dei trenta latitanti più pericolosi d'Italia. I Russo, già luogotenenti di Carmine Alfieri hanno, dopo la sua fine, sostituito il clan Alfieri, in cui avevano militato. Oggi il clan Russo, ancorché mutilato dei vertici ed alle prese con problemi di natura strutturale, risulta ancora attivo nei comuni dove ha sempre comandato.
Secondo gli inquirenti, dopo l'arresto di tutti i vecchi boss dell'organizzazione, il clan è gestito dalla nuova generazione dei Russo, che avrebbe cominciato a seguire un piano per allargarsi fino a San Giuseppe Vesuviano, una volta territorio del clan Fabbrocino. La nuova gestione del clan ha anche stretto un'alleanza con il clan Mazzarella di Napoli.

## Eventi più significativi riguardanti il clan
- Nel maggio dell'anno 2007, una retata anticamorra ha condotto all'arresto di cento persone collegate a più clan operanti nel nolano, tra cui quello dei Russo. In manette, nel corso dell'operazione, è finito anche Michele Russo, figlio del superboss Salvatore Russo, all'epoca dei fatti ancora latitante[4][5].

- Nel marzo del 2008 è stato assestato un duro colpo al clan con l'arresto di tre affiliati, tra cui Francesco Russo, figlio del boss Salvatore, e con il sequestro di beni per 300 milioni di euro[6].

- Nel dicembre del 2008 vengono arrestati, per estorsione aggravata dal metodo mafioso, Maddalena Lombardi, 46 anni, moglie del boss Salvatore Russo, e Domenico Russo (non legato da vincoli parentali ai boss dell'organizzazione), di anni 38, i quali agivano in qualità di "factotum" del boss Salvatore Russo[7].

- Il 31 ottobre 2009 viene arrestato Salvatore Russo[8] latitante dal 1994 e tra i 10 più pericolosi criminali italiani. Il giorno seguente, 1º novembre, stessa sorte anche per il fratello Pasquale Russo[9] latitante dal 1993.

- Il 30 luglio del 2010 sono stati arrestati 10 presunti estorsori e strozzini del clan, tutti notoriamente afferenti alla malavita locale, accusati di aver posto in essere reiterate condotte estorsive nei confronti di un imprenditore di Saviano[10].

- Il 13 gennaio 2012 sono stati sequestrati 110 milioni di euro al clan dei fratelli Russo. I provvedimenti di sequestro, infatti, sono stati eseguiti anche in città come Milano, Torino, Firenze (dove sono stati sequestrati numerosi rapporti bancari), Roma e Viterbo dove, invece, è stata sequestrata una grande azienda agricola. Sigilli a ville, appartamenti, supermercati e imprese. Bloccati anche numerosi conti correnti intestati a prestanome.[11]

- In data 8 agosto 2012, sono stati sequestrati beni per un valore di 30 milioni di euro - tra ditte, immobili, autovetture, polizze assicurative, conti correnti bancari e postali e appezzamenti di terreno - a due soggetti ritenuti attigui al clan Russo. Il provvedimento di sequestro è stato attuato a carico di una persona ritenuta vicina al boss Salvatore Russo e di un parente dell'altro boss del clan, Pasquale Russo[12].

- Nel mese di giugno del 2013 è stato scarcerato Michele Russo, figlio del boss Salvatore, detenuto dal 2007. Nei suoi confronti, è stato disposto il divieto di dimora in Campania[13].

- Il 20 maggio 2019 è stato arrestato, unitamente ad altri due soggetti, Antonio Russo, figlio del boss Pasquale, con l'accusa di estorsione aggravata dalle finalità mafiose, commessa in San Paolo Bel Sito.[14]